# (21270) Otokar
(21270) Otokar est un astéroïde de la ceinture principale.

## Description
(21270) Otokar est un astéroïde de la ceinture principale. Il fut découvert le 19 juillet 1996 à l'Observatoire Kleť par Jana Tichá et Miloš Tichý. Il présente une orbite caractérisée par un demi-grand axe de 2,20 UA, une excentricité de 0,22 et une inclinaison de 7,4° par rapport à l'écliptique.

## Compléments